# Villanovaforru
Villanovaforru – miejscowość i gmina we Włoszech, w regionie Sardynia, w prowincji Sud Sardegna.
Według danych na rok 2004 gminę zamieszkiwało 699 osób, 69,9 os./km². Graniczy z Collinas, Lunamatrona, Sanluri i Sardara.
W mieście istnieje zespół folklorystyczny "Villanovaforru Folk".